# Out of Silence
Out of Silence è il terzo album in studio del compositore greco Yanni, è stato pubblicato nel 1987 dall'etichetta Private Music.

## Tracce
1. Sand Dance
2. After the Sunrise
3. Standing in Motion
4. The Mermaid
5. Within Attraction
6. Street Level
7. Secret Vows
8. Point of Origin
9. Acroyali
10. Paths on Water

## Componenti
Yanni - Compositore